# Zeeuws-Vlaanderen
Zeeuws-Vlaanderen eller Zeeuws Vlaanderen (nederlandsk for zeelandsk Flandern) er et område i provinsen Zeeland i den sydvestlige del af Nederlandene.
Zeeuws-Vlaanderen ligger syd for den brede munding af floden Schelde ud mod Nordsøen. Det er ikke landfast med resten af Nederlandene, men ligger som en enklave i Belgien. De nærmeste større byer er Antwerpen, Gent og Brugge i Belgien. Siden 2003 har Westerscheldetunnelen forbundet området med resten af Nederlandene, men indtil da måtte man køre via Antwerpen eller tage en af de to færger over Schelde. Den vestlige forbindelse mellem Breskens og Vlissingen er bevaret som fodgænger- og cykelfærge.
Området har 107.618 indbyggere (2007) og er forholdsvis tyndt befolket efter nederlandske forhold. Terneuzen er den største by med 28.000 indbyggere. Hulst, Breskens, Oostburg og Axel har mellem 4.000 og 11.000 indbyggere. Ud over den vigtige industrihavn i Terneuzen er området præget af landbrug, turisme og en smule fiskeri. Størstedelen af befolkningen er romersk-katolsk, i modsætning til det øvrige Zeeland som er protestantisk præget.

## Historie
Historisk var Zeeuws-Vlaanderen en del af Flandern, og indbyggerne taler flamsk dialekt. Under firsårskrigen 1588-1648 var det den eneste del af Flandern som tog del i oprøret mod den spanske kongemagt, og området blev underlagt den nederlandske republik.
Efter 1. verdenskrig forlangte Belgien området annekteret som krigsskadeerstatning sammen med provinsen Limburg. Nederlandene havde efter den belgiske mening brudt deres neutralitet fordi tyskerne var marcheret gennem landet på vej til Belgien. Der opstod en national modbevægelse i Zeeuws-Vlaanderen, og anneksionsplanerne blev ikke til noget.